# Бейкер, Брайан (музыкант)
Брайан Бейкер (англ. Brian Baker; род. 25 февраля 1965 года) — американский музыкант, играющий в стиле панк-рок. Он наиболее известен как один из основателей хардкор-панк-группы Minor Threat и как гитарист группы Bad Religion с 1994 года.

## Музыкальная карьера

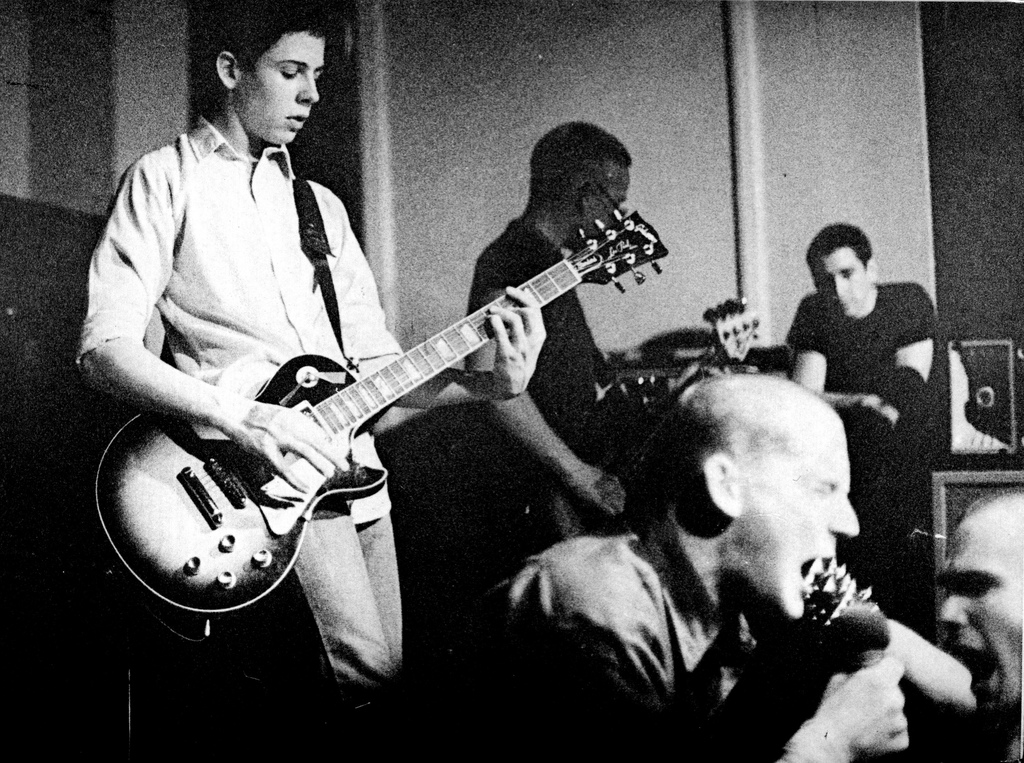
Бейкер (в центре), выступавший с Minor Threat вживую в Уилсон-центре в Вашингтоне, округ Колумбия, в 1981 году.

В Minor Threat Брайан Бейкер сначала играл на бас-гитаре, а в 1982 году, когда к группе присоединился Стив Хансген, перешёл на гитару. После ухода Хансгена он снова стал играть на бас-гитаре. Он также основал Dag Nasty в 1985 году, был в первоначальном составе Samhain и играл в Doggy Style, The Meatmen (вместе с другим участником Minor Threat Лайлом Пресларом), Government Issue и Junkyard (хард-рок-группа).
В 1994 году Бейкеру предложили стать гастролирующим музыкантом в R.E.M., но он отказался, предпочтя занять место Бретта Гуревича в Bad Religion. Он также экспериментировал с поп-направлением под влиянием U2 в составе группы 400. В 2005 году Бейкер недолго гастролировал с Me First and the Gimme Gimmes и принял участие в записи второго альбома канадской панк-группы Penelope (Face au silence du monde). Он часто выступал в качестве приглашённого гитариста на многих песнях и альбомах таких разных исполнителей, как Blood Bats, Tesco Vee, Рик Окасек, Teenage Time Killers, Mind over Four, Dangerous Toys, Pollen Art, Unwritten Law, Travis Cut, Lickity Split, Hot Water Music, Down by Law, Bash & Pop, Middle Aged Brigade, Careless и многих других.
Супергруппа Foxhall Stacks, состоящая из Бейкера, Билла Барбота (Jawbox), Питера Моффетта (Burning Airlines, Government Issue) и Джима Спеллмана (High Back Chairs, Velocity Girl), выпустила свой дебютный альбом The Coming Collapse в 2019 году. Другая супергруппа, Fake Names, сформировалась с вокалистом Деннисом Люкссеном (Refused, The (International) Noise Conspiracy, INVSN), гитарист Майкл Хэмптон (S.O.A., Embrace, One Last Wish), басист Джонни Темпл (Girls Against Boys, Soulside) и барабанщик Мэтт Шульц (Enon, Lab Partners, Holy Fuck) начали гастролировать в 2018 году и выпустили одноименный дебютный альбом в 2020 году.

## Дискография
Bad Religion
- The Gray Race (1996 г.)
- No Substance (1998 г.)
- The New America (2000 г.)
- The Process of Belief (2002 г.)
- The Empire Strikes First (2004 г.)
- New Maps of Hell (2007 г.)
- The Dissent of Man (2010 г.)
- True North (2013 г.)
- Age of Unreason (2019 г.)

Doggy Style
- The Last Laugh (1986 г.)

Dag Nasty
- Can I Say (1986 г.)
- Wig Out at Denko's (1987 г.)
- All Ages Show 7" (1987 г.)
- Field Day (1988 г.)
- Trouble Is 12" (1988 г.)
- 85-86 (1991 г.)
- Four on the Floor (1992 г.)
- Minority of One (2002 г.)
- Dag with Shawn (2010 г.)
- Cold Heart 7" (2016 г.)

The Meatmen
- War of the Superbikes (1984)

Government Issue
- Make an Effort EP (1982)

Minor Threat
- Minor Threat EP (1981 г.)
- In My Eyes EP (1981 г.)
- Out of Step (1983 г.)
- Salad Days EP (1985 г.)

Junkyard
- Junkyard (1989 г.)
- Sixes, Sevens & Nines (1991 г.)
- Shut Up – We're Trying to Practice! (2000 г.)
- Tried and True (2003 г.)
- Faded/The River 7" (2015 г.)
- High Water (2017 г.)
- Old Habits Die Hard (2019 г.)

Foxhall Stacks
- The Coming Collapse (2019 г.)

Beach Rats
- Wasted Time 7" (2018 г.)
- Rat Beat (2022 г.)

Fake Names
- Fake Names (2020 г.)
- Fake Names EP (2021 г.)